# Cuphodes leucocera
Cuphodes leucocera là một loài bướm đêm thuộc họ Gracillariidae. Loài này có ở Nam Phi.